# メッサーシュミット
メッサーシュミット（Messerschmitt AG）は、ドイツのアウクスブルクに本社を置く航空機、自動車メーカーである。第二次世界大戦時におけるドイツ空軍の主要レシプロ戦闘機Bf 109、世界初の実用ジェット戦闘機、Me 262などが有名である。世界ではじめてフレックスタイム制を導入した会社としても知られる。

## 沿革
1923年、25歳のウィリー・メッサーシュミットはバンベルクでメッサーシュミット航空機製造工場（Flugzeugbau Messerschmitt）を設立、これは1926年にメッサーシュミット航空機製造有限会社（Messerschmitt Flugzeugbau G.m.b.H.）に発展し、全金属製単葉輸送機であるM18の製造を行った。
1927年、メッサーシュミット社は同じバイエルン地方（英語: ババリア）アウクスブルクにあったバイエルン航空機製造株式会社（バイエリッシュ・フルークツォイクヴェルケ、BFW; Bayerische Flugzeugwerke）に吸収合併されることとなった。これは州政府が両社に対し別々に助成金を出す無駄を省くための政策的なもので、実績不足なBFWの設計チームを解散させる代わりに、メッサーシュミットの設計チームがそのまま移籍することを条件に実現した。またこの後、資産家の娘と結婚し資金援助を受けることができるようになったメッサーシュミットは、翌年BFWの株主の一人となった。
BFW社はルフトハンザからの発注で新しいM20輸送機を製造したものの、同機の欠陥による墜落事故が発生、これが原因で完成した機体の引き取りを拒否され経営危機に陥り、1931年に破産手続きを行った。しかしメッサーシュミットと親交のあったナチス党幹部（後の副総統）ルドルフ・ヘスの圧力で、ルフトハンザはM20を購入することとなり、1933年には再び業務を再開できた。同年にはBFWに在籍していたクルト・タンクが技術部長としてフォッケウルフ社に採用される。その後、BFWがハインケル社スポーツ機部門から引き抜いた、主任設計者ロベルト・ルッサー技師の手によるBf 108 タイフーンで成功し、1935年の空軍の戦闘機の競争試作で、同様の構造を発展させたBf 109が採用され、大戦前期にはドイツ空軍の主力戦闘機となった。しかしこの後、メッサーシュミットとの意見の対立が激しくなったルッサーは、同社を辞めている。
1938年の7月に株式会社メッサーシュミット（Messerschmitt AG）として再独立し、高性能航空機の製造に特化した。それに伴い、バイエリッシュ・フルークツォイクヴェルケを表す Bf という会社の記号は、メッサーシュミットを表す Me に変更された。第二次世界大戦では主に戦闘機の設計に携わった。またメッサーシュミット Bf 109 を製造し約33,000機が生産された。また、後期には世界初となるジェット戦闘機メッサーシュミット Me 262の実用化に成功した。それ以外にもメッサーシュミット Me 321といったグライダーやMe 321にエンジン6基を取りつけたメッサーシュミット Me 323など大型輸送機の開発と製造にも尽力した。
戦後は航空機の製造が禁止され、製造する製品を変更しなければならなかった。1952年に元ドイツ空軍の技術責任者でバブルカー工房を開いていたフリッツ・フェンドと業務提携し、フェンドが設計した三輪バブルカーのKR200 カビネンローラー（Kabinenroller）などに小型エンジンを提供した。しかし、自動車部門の採算が悪化したため、1964年にKR200 の生産を中止、自動車から撤退した。
1968年に民間機製造を営んでいたベルコウと合併し、メッサーシュミット・ベルコウ（Messerschmitt-Bölkow）となって再び航空機製造を開始。翌年にはブローム・ウント・フォスの航空機製造部門を吸収し、社名はメッサーシュミット・ベルコウ・ブロームへと改められた。

## 製品一覧

### 航空機

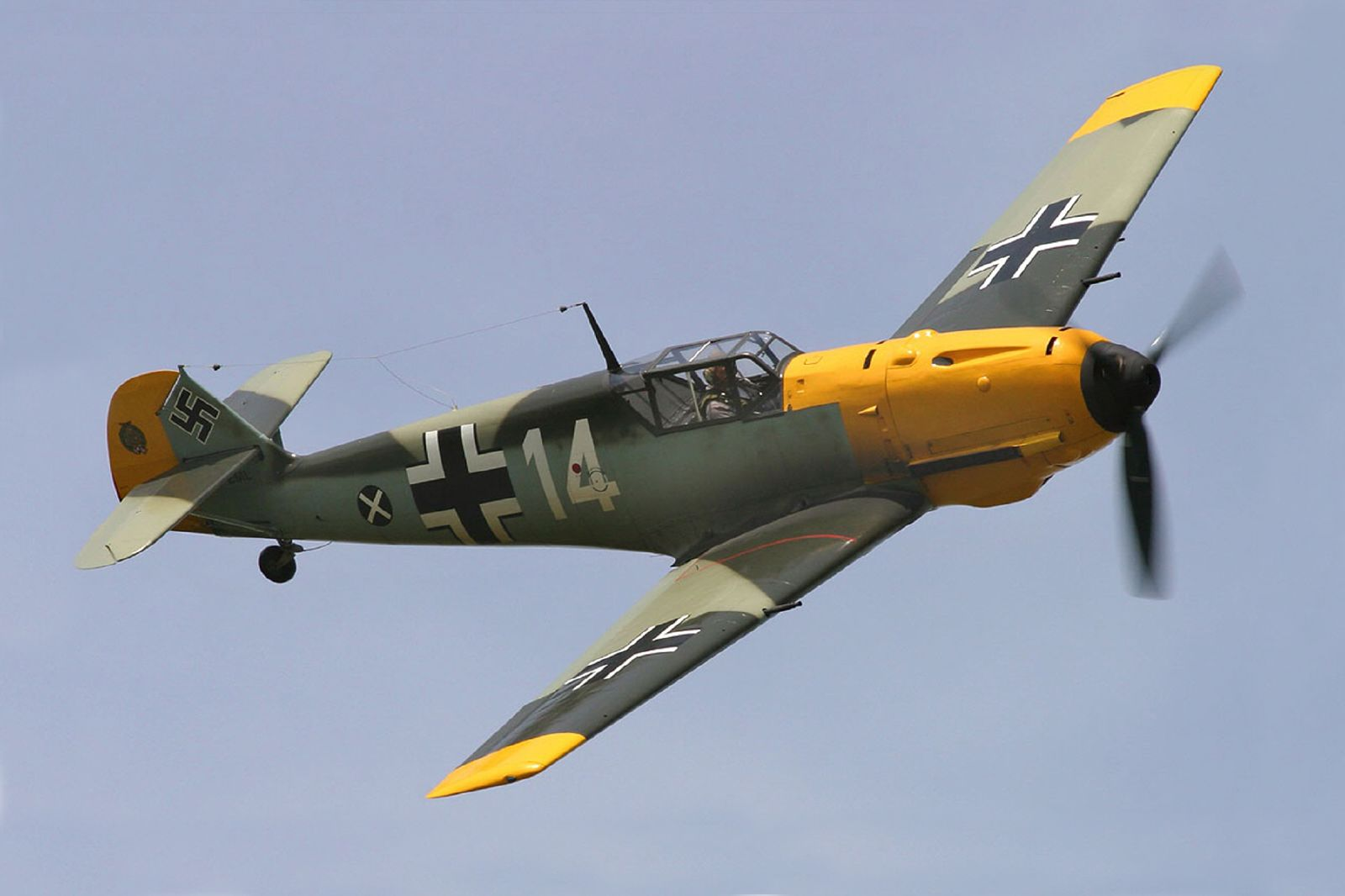
Bf 109E-4

- メッサーシュミット Bf 108 タイフン（Taifun）：当初民間機として開発、高速連絡・輸送に使用
- メッサーシュミット Bf 109：ドイツ空軍の主力戦闘機
- メッサーシュミット Bf 110：双発戦闘機、第二次世界大戦後半は夜間戦闘機として使用
- メッサーシュミット Me 155：艦上戦闘機として計画、高速爆撃機に変更後、更に高々度戦闘機へ変更後ブローム・ウント・フォスに移管
- メッサーシュミット Bf 161：Bf 162の姉妹機にあたる高速偵察機、試作のみ
- メッサーシュミット Bf 162：Bf 110ベースの高速爆撃機、Ju 88に敗れ不採用
- メッサーシュミット Bf 163：STOL偵察・観測機、試作のみ
- メッサーシュミット Me 163 コメート（Komet）：ロケット戦闘機
- メッサーシュミット Me 208：Bf 108の発展型
- メッサーシュミット Me 209：速度記録機
- メッサーシュミット Me 209-II：戦闘機、Fw 190Dに敗れ不採用（速度記録機とは全くの別機体）
- メッサーシュミット Me 210：双発戦闘機、欠陥機として有名 →Me 410
- メッサーシュミット Me 261：長距離偵察機
- メッサーシュミット Me 262 シュヴァルベ（Schwalbe）：ジェット戦闘機
- メッサーシュミット Me 263：Me 163を改良したロケット戦闘機、試作のみ
- メッサーシュミット Me 264：アメリカ本土爆撃用の長距離爆撃機、試作のみ
- メッサーシュミット Me 290：哨戒機 + 爆撃機 + 偵察機
- メッサーシュミット Me 309：Bf 109の後継を目指した戦闘機、試作のみ
- メッサーシュミット Me 310：Me 210を改良した双発戦闘機、計画のみ
- メッサーシュミット Me 321：輸送用グライダー
- メッサーシュミット Me 323 ギガント（Gigant）：Me 321 を動力化した輸送機
- メッサーシュミット Me 328：パルスジェット戦闘機、試作のみ
- メッサーシュミット Me 409：Me 209を二機連結した重戦闘機、計画のみ
- メッサーシュミット Me 410 ホルニッセ（Hornisse）：双発戦闘機、Me 210の改良型
- メッサーシュミット Me 509：Me 309を改良した戦闘機、計画のみ
- メッサーシュミット Me 510：双発戦闘機、Me 410の発展型、計画のみ
- メッサーシュミット Me 609：Me 309を二機連結した重戦闘機、計画のみ
- メッサーシュミット P.1099：ジェット戦闘機、計画のみ
- メッサーシュミット P.1101：ジェット戦闘機、1号機製作中に敗戦
- メッサーシュミット P.1106：ジェット戦闘機、計画のみ
- メッサーシュミット P.1108：ジェット爆撃機、計画のみ
- メッサーシュミット P.1109：ジェット戦闘機、計画のみ
- メッサーシュミット P.1110：ジェット戦闘機、計画のみ
- メッサーシュミット P.1111：ジェット全翼戦闘機、計画のみ
- メッサーシュミット P.1112：ジェット全翼戦闘機、計画のみ

### 乗用車

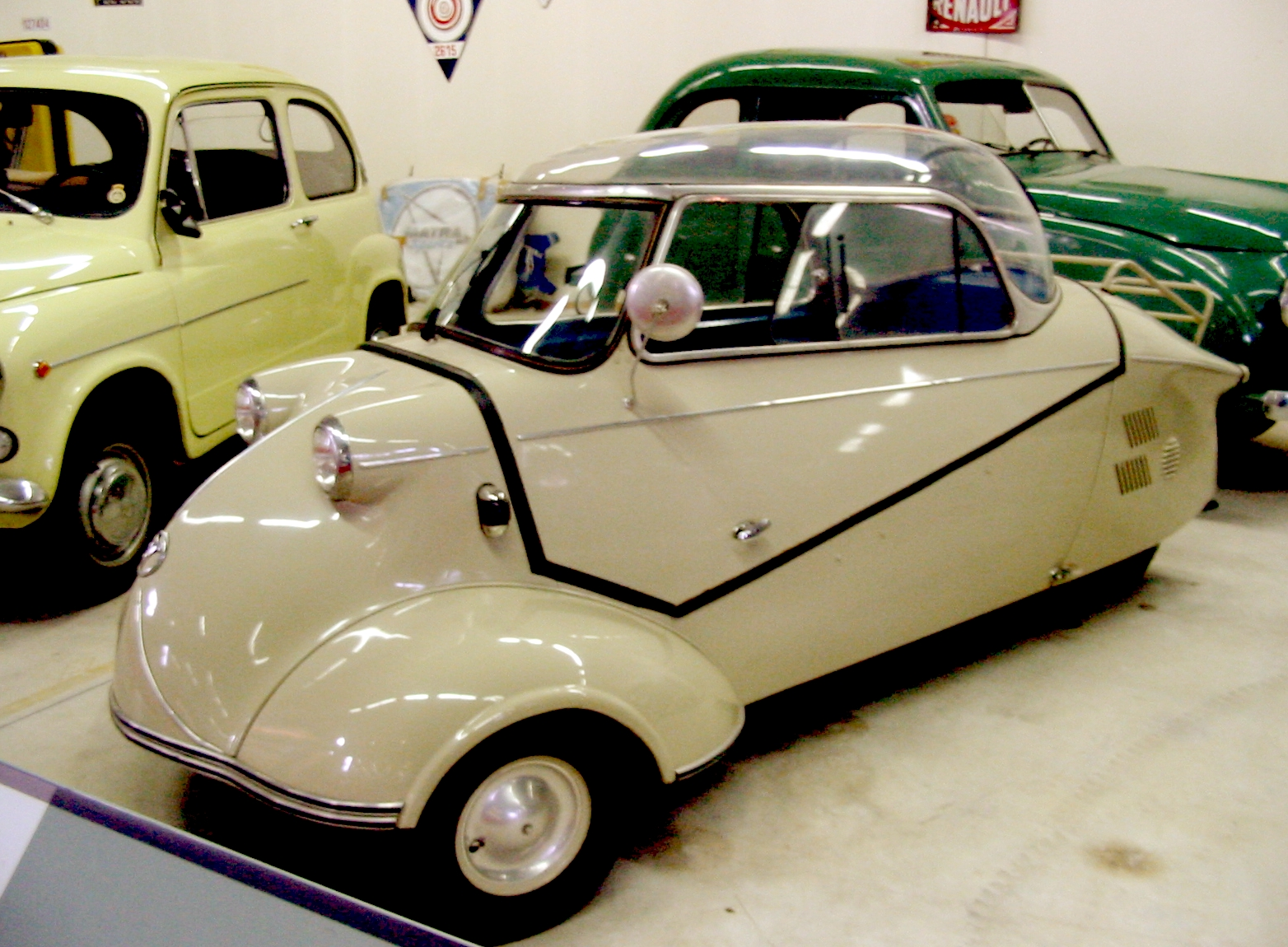
KR200

- メッサーシュミット KR175（英語版） - 3輪
- メッサーシュミット KR200（英語版） - 3輪
- メッサーシュミット TG500（英語版） - 4輪